# 第百七号海防艦
第百七号海防艦（だいひゃくななごうかいぼうかん）は、日本海軍の 第一号型海防艦（丙型）。大日本帝国海軍及びその後継組織たる第二復員省が最後に建造・就役させた艦艇である。

## 艦歴
1946年（昭和21年）5月30日、日本鋼管鶴見造船所に於て竣工。特別輸送艦となり、海外将兵、邦人の引揚げ輸送に従事。
6月7日浦賀発。
6月11日上海着。6月12日同発。
6月13日鹿児島着。6月18日同発。
6月21日上海着。6月22日同発。
6月25日佐世保着。7月21日同発。
7月26日コロ島着.8・1同発。
8月4日博多着。8月23日同発。
8月26日コロ島着。8月31日同発。
9月2日博多着。9月11日同発。
9月14日コロ島着。9月18日発。
9月21日博多着。
9月30から10月15日にかけて玉野にて修理。
10月19日宇品発。
10月21日鹿児島着。10月21日同発。
10月24日沖縄着。10月24日同発。
10月27日呉着。11月12日同発。
11月14日沖縄着。11月18日同発。
11月20日鹿児島着。11月22日同発。
11月23日沖縄着。11月24日同発。
11月25日鹿児島着。11月30日同発。
12月2日沖縄着。同日同発。
12月4日鹿児島着。
1947年（昭和22年）1月8日特別保管艦となる。
8月29日駆逐艦宵月、屋代、隠岐、海防艦第40号、第81号、第104号とともに賠償艦として、青島にて中国に引渡し。
中国へ引き渡し後は接23号、ついで潮安と命名されるも再武装されず青島に係留されていた。1949年2月に基降に回航され全面的な改修が行われ、アメリカ製の3インチ砲二門、40ｍｍ機銃2基、1953年に艦番号PF-74を付与され第一艦隊に編入。
1950年1月、潮安は海軍第3艦隊に所属し、太和、永康、美宏、中訓、海碩砲艇、26號砲艇と台湾からの増援艦隊（中權、中榮、中勝、大明、武功、普陀）とともに海南島戦役に参加。
1951年3月初、共産党軍が南岐一帯に侵攻するために東山碼に集結しているとの情報があったため、第3艦隊から高安及び太倉が派遣され南岐一帯を捜索した， 10日高安及び永定が高塘、南田の海域で遊撃隊の支援に当っていたが、11日には潮安が増援として送られ、遊撃隊の撤退の支援を行った。
1953年9 月25日潮安澎湖へ赴く途中で暴風雨に遭遇し損傷、12月16日に退役した。